# Fumio Kishida
Fumio Kishida (岸田 文雄 Kishida Fumio?,  Tokio, 29 de julio de 1957) es un político japonés que se desempeñó como primer ministro de Japón desde 2021 a 2024. Anteriormente había ejercido como ministro de Relaciones Exteriores de Japón de 2012 a 2017. Es miembro de la Cámara de Representantes y del Partido Liberal Democrático (PLD). Sirvió en el gabinete de Yasuo Fukuda como ministro de Estado para los asuntos de Okinawa y los territorios del norte, política de ciencia y tecnología, política de calidad de vida y reforma regulatoria.
Nacido en una familia política, Kishida pasó parte de su infancia en los Estados Unidos, donde asistió a la escuela primaria en la ciudad de Nueva York. Después de comenzar su carrera en finanzas, Kishida ingresó a la política y fue elegido miembro de la Cámara de Representantes en 1993 como miembro del PLD. Kishida fue nombrado para varios puestos en los gabinetes de los primeros ministros Shinzo Abe y Yasuo Fukuda de 2007 a 2008, y fue nombrado ministro de Asuntos Exteriores en 2012 después de que Abe recuperara el cargo de primer ministro tras las elecciones generales de 2012, en el que ocupó el cargo durante cinco años y se convirtió en el ministro de Asuntos Exteriores más longevo en funciones en la historia de Japón. Kishida renunció al gabinete de Abe en 2017 para encabezar el Consejo de Investigación de Políticas del PLD. Kishida también asumió el liderazgo de la facción Kōchikai más moderada del PLD en 2012 tras el retiro del líder de la facción Makoto Koga, cargo que ocupó hasta su dimisión en 2023.
Considerado durante mucho tiempo como un posible futuro primer ministro, Kishida se presentó a las elecciones de liderazgo del PLD de 2020, pero perdió ante Yoshihide Suga. Se postuló nuevamente para el liderazgo del partido en 2021, esta vez ganando en una segunda vuelta contra su oponente Taro Kono. Kishida fue confirmado como primer ministro por la Dieta Nacional cuatro días después, el 4 de octubre de 2021. Llevó al PLD a la victoria en las elecciones generales de 2021 ese mismo mes, aunque con una mayoría ligeramente reducida.
Kishida ha sido descrito como un conservador moderado y ha afirmado que su mandato se centrará en un "nuevo modelo de capitalismo", buscando implementar políticas redistributivas para expandir la clase media. En política exterior, ha seguido fortaleciendo el Diálogo de Seguridad Cuadrilateral en pos de la estrategia del Indo-Pacífico Libre y Abierto, ha tomado medidas para reparar los vínculos con Corea del Sur y en 2022 ordenó al gabinete que aumentara el presupuesto militar de Japón en un 65% para 2027.
Kishida es visto como una figura controvertida en la política japonesa. Su mandato como primer ministro ha sido objeto de controversia sobre la afiliación del PLD con el nuevo movimiento religioso de la Iglesia de la Unificación tras el asesinato de Shinzo Abe en 2022, un escándalo de fondos para sobornos en curso que involucra a las facciones conservadoras Seiwakai y Shisuikai, y otras cuestiones que han llevado a Kishida a convertirse en el primer ministro más impopular y controvertido desde el regreso del PLD al poder en 2012.

## Biografía

### Primeros años y familia
Nació en una familia política en Shibuya, Tokio, en 1957. Su padre Fumitake Kishida y su abuelo Masaki Kishida fueron expolíticos que fueron miembros de la cámara baja, y además, el ex primer ministro Kiichi Miyazawa es un pariente lejano de él. Su primo Yoichi Miyazawa también ha sido legislador y ministro de Economía. Como la familia Kishida era de Hiroshima, regresaban allí todos los veranos. Muchos miembros de la familia Kishida habían muerto en el bombardeo atómico y Fumio creció escuchando historias de los supervivientes de la bomba atómica.
Kishida estudió leyes en la Universidad de Waseda y se graduó en 1982.

### Trayectoria política
Después de trabajar en el difunto Banco de Crédito a Largo Plazo de Japón y luego como secretario de un miembro de la Cámara de Representantes, Kishida fue elegido por primera vez en julio de 1993. Sirvió en la cámara baja siete veces, representando al distrito 1 de Hiroshima. Fue presidente del comité de asuntos dietéticos del PLD hasta septiembre de 2012. En el PLD, es cercano al político veterano retirado Makoto Koga. Kishida asumió el control de la facción de Koga en octubre de 2012. Su mayor nombramiento en el partido fue la presidencia de la sede de la revitalización económica de Japón. Al igual que Shinzō Abe y la mayoría de los miembros de su gabinete, Kishida está afiliado a la organización abiertamente revisionista Nippon Kaigi.

### Carrera ministerial
Fue ministro de Asuntos de Okinawa de 2007 a 2008 en el gabinete del entonces primer ministro Yasuo Fukuda. También fue nombrado ministro de Estado a cargo de asuntos del consumidor y seguridad alimentaria en 2008; y ministro de estado a cargo de ciencia y tecnología, ambos en el gabinete de Fukuda. Fue nombrado ministro de Relaciones Exteriores en el gabinete del primer ministro Shinzō Abe el 26 de diciembre de 2012.

### Primer ministro de Japón
Tras el asesinato, el 8 de julio de 2022, de Shinzo Abe, ex primer ministro japonés, por sus vínculos con la secta Moon, la polémica sobre la influencia de ésta en el gobierno obligó a Kishida a realizar una remodelación para destituir a los ministros demasiado cercanos a la secta. El ministro de Defensa, Nobuo Kishi, hermano menor de Shinzo Abe, el ministro de Economía, Koichi Hagiuda, y el presidente de la Comisión Nacional de Seguridad Pública, Satoshi Ninoyu, fueron destituidos. Según una encuesta, el 86% de los japoneses piensa que los políticos deberían romper sus vínculos con la secta Moon y el 7% cree que no es necesario.
Dos ministros, Sanae Takaichi y Ken'ya Akiba, visitan el 15 de agosto de 2022 el santuario Yasukuni, que rinde homenaje, entre otros, a funcionarios japoneses condenados por crímenes de guerra, para conmemorar el final de la Segunda Guerra Mundial. Las visitas de funcionarios del gobierno japonés al santuario despiertan regularmente la ira de los países que sufrieron los crímenes militares japoneses antes y durante la guerra, entre ellos las dos Coreas y China.
En agosto de 2022, el 36% de los japoneses dijo estar satisfecho con las acciones del gobierno de Fumio Kishida, y el 54% se declaró insatisfecho.
El 13 de agosto de 2024, Kishida anunció que dimitiría como líder del partido PLD y no volvería a presentarse a las elecciones de septiembre.

### Intento de asesinato
El 15 de abril del 2023, un hombre de 24 años, intento asesinar al primer ministro que se saldo con su arresto y una persona herida.

## Pensamiento
De 2012 a 2023, Kishida se desempeñó como líder de la facción moderada Kōchikai, y ha sido descrito como un conservador moderado y un político centrista.
En la Dieta es presidente de la liga parlamentaria para el Capitalismo de Interés Público y de la liga parlamentaria para Crear un Nuevo Capitalismo, está asociado con la liga parlamentaria Nippon Kaigi y es miembro fundador de la "Realización del Sistema Selectivo de Apellidos", grupo dietético que tiene como objetivo permitir a los matrimonios conservar apellidos diferentes si así lo desean.

### Política económica
Durante la carrera presidencial del PLD de 2021, pidió a Japón que luchara por una nueva forma de capitalismo para reducir la disparidad de ingresos, diciendo que el neoliberalismo y la desregulación habían ampliado las brechas económicas en la sociedad. En una sesión parlamentaria celebrada el 20 de febrero de 2022, reiteró que los beneficios del crecimiento no deberían pertenecer a un grupo limitado y añadió que "el capitalismo no es sostenible a menos que sea algo que pertenezca a todas las partes interesadas".

## Reconocimientos
- España: Caballero gran cruz de la Orden de Isabel la Católica (31 de marzo de 2017).[18]
- Países Bajos: Caballero gran cruz de la Orden de Orange-Nassau (29 de octubre de 2014).[19]